# UFC 204
UFC 204: Bisping vs. Henderson 2 è stato un evento di arti marziali miste tenuto dalla Ultimate Fighting Championship svolto l'8 ottobre 2016 al Manchester Arena di Manchester, Inghilterra.

## Retroscena
Questo è stato il quarto evento organizzato dalla UFC a Manchester e il primo PPV europeo dopo UFC 112.
Nel main event della card si affrontarono per il titolo dei pesi medi UFC, il campione in carica Michael Bisping e l'ex campione dei pesi medi e welter Pride ed ex campione dei pesi mediomassimi Strikeforce Dan Henderson. I due si affrontarono in passato all'evento UFC 100 del luglio 2009, in un match che vide vincitore Henderson per KO.
L'incontro di pesi gallo tra Brad Pickett e Iuri Alcântara doveva svolgersi inizialmente all'evento UFC Fight Night: Arlovski vs. Barnett. Tuttavia, l'incontro venne spostato per questo evento.
Ruslan Magomedov doveva affrontare Stefan Struve, ma venne rimosso dalla card il 9 settembre a causa di un'infenzione allo stafilococco. Al suo posto venne inserito Daniel Omielańczuk.
Arnold Allena doveva vedersela con Mirsad Bektić. Tuttavia, Allen venne rimosso dall'evento il 29 settembre e sostituito da Jeremy Kennedy. Successivamente, dopo poche ore dal suo inserimento, Kennedy annunciò il suo infortunio che portò la UFC a rimpiazzarlo con Russel Doane.
Reza Madadi e Marc Diakiese dovevano affrontarsi in questo evento, ma Madadi soffrì un infortunio all'occhio e venne sostituito da Lukasz Sajewski.
Ian Entwistle doveva affrontare Rob Font. Tuttavia, il giorno prima dell'evento, Entwistle si ammalò prima delle cerimonia del peso, obbligando la UFC a cancellare l'intero incontro.

## Risultati
|                                                   | Divisione         |                 |                 |                    | Metodo                                      | Round           | Tempo           | Premio          |
| Card Principale                                   | Card Principale   | Card Principale | Card Principale | Card Principale    | Card Principale                             | Card Principale | Card Principale | Card Principale |
| ------------------------------------------------- | ----------------- | --------------- | --------------- | ------------------ | ------------------------------------------- | --------------- | --------------- | --------------- |
| Sfida valida per il titolo di campione indiscusso | Pesi Medi         | Michael Bisping | batte           | Dan Henderson      | Decisione (185-184)                         | 5               | 5:00            | FOTN            |
|                                                   | Pesi Medi         | Gegard Mousasi  | batte           | Vítor Belfort      | KO Tecnico (pugni)                          | 2               | 2:43            |                 |
|                                                   | Pesi Mediomassimi | Jimi Manuwa     | batte           | Ovince St. Preux   | KO (pugni)                                  | 2               | 2:38            | POTN            |
|                                                   | Pesi Massimi      | Stefan Struve   | batte           | Daniel Omielańczuk | Sottomissione (D'arce choke)                | 2               | 1:41            |                 |
|                                                   | Pesi Piuma        | Mirsad Bektić   | batte           | Russell Doane      | Sottomissione (rear-naked choke)            | 1               | 4:22            |                 |
| Card Preliminare (Fox Sports 2)                   |                   |                 |                 |                    |                                             |                 |                 |                 |
|                                                   | Pesi Gallo        | Iuri Alcântara  | batte           | Brad Pickett       | Sottomissione (strangolamento a triangolo)  | 1               | 1:59            | POTN            |
|                                                   | Pesi Gallo        | Damian Stasiak  | batte           | Davey Grant        | Sottomissione (armbar)                      | 3               | 3:56            |                 |
|                                                   | Pesi Welter       | Leon Edwards    | batte           | Albert Tumenov     | Sottomissione (rear-naked choke)            | 3               | 3:01            |                 |
|                                                   | Pesi Leggeri      | Marc Diakiese   | batte           | Lukasz Sajewski    | KO Tecnico (pugni)                          | 2               | 4:40            |                 |
| Card Preliminare (UFC Fight Pass)                 |                   |                 |                 |                    |                                             |                 |                 |                 |
|                                                   | Pesi Welter       | Mike Perry      | batte           | Danny Roberts      | KO (ginocchiata e pugni)                    | 3               | 4:40            |                 |
|                                                   | Pesi Leggeri      | Leonardo Santos | batte           | Adriano Martins    | Decisione non unanime (28-29, 29-28, 29-28) | 3               | 5:00            |                 |

## Premi
I lottatori premiati ricevettero un bonus di 50.000 dollari.
Legenda:
- FOTN: Fight of the Night (vengono premiati entrambi gli atleti per il miglior incontro dell'evento)
- POTN: Performance of the Night (viene premiato il vincitore per la migliore performance dell'evento)

## Incontri Annullati
|  | Divisione    |                  |        |               | Motivo                                        |
|  | ------------ | ---------------- | ------ | ------------- | --------------------------------------------- |
|  | Pesi Massimi | Ruslan Magomedov | contro | Stefan Struve | Magomedov ebbe un'infezione allo stafilococco |
|  | Pesi Piuma   | Arnold Allen     | contro | Mirsad Bektić | Allen subì un infortunio                      |
|  | Pesi Piuma   | Jeremy Kennedy   | contro | Mirsad Bektić | Kennedy subì un infortunio                    |
|  | Pesi Leggeri | Reza Madadi      | contro | Marc Diakiese | Madadi subì un infortunio                     |
|  | Pesi Gallo   | Rob Font         | contro | Ian Entwistle | Entwistle si ammalò prima del match           |